# Стурдза, Александр Скарлатович
Александр Скарлатович Стурдза (рум. Alexandru Sturdza, 1791—1854) — дипломат и писатель из рода Стурдза, исследователь политических и религиозных вопросов, сторонник создания объединённой Молдовалахии. Сын молдавского боярина, пользовался протекцией графа Каподистрии (неравнодушного к его сестре Роксандре) и под его руководством на русской дипломатической службе достиг чина тайного советника. В своих религиозно-философских трудах полемизировал с Жозефом де Местром.

## Биография
Мать Стурдзы была дочерью господаря Константина Мурузи. Отец, Скарлат Стурдза, за приверженность России вынужден был после заключения Ясского мира оставить Молдавию и в начале 1792 года переселиться в Россию. Большое влияние на Стурдзу оказала его кормилица, которая с раннего детства воспитывала в нем религиозность. Образование он получил сначала домашнее, затем слушал лекции в нескольких германских университетах, довольно долго жил в Вене и Флоренции.
Некоторое время после этого Стурдза служил офицером у князя Константина Мурузи, после чего поселился в Константинополе, но там прожил недолго, и вскоре переехал в Россию. Значительное влияние на склад мировоззрения Стурдзы оказал в Москве греческий архиерей Никифор Феотоки, и в Петербурге Евгений Булгарис, с которым был близок его отец. В 1809 году после предварительного испытания Стурдза поступил на службу в министерство иностранных дел, первоначально будучи определен на должность писца. Через несколько месяцев член Государственного Совета граф Румянцев поручил ему составить на основании архивных материалов комментарий дипломатических сношений России с Мальтийским орденом, начиная с 1768 года до вступления на престол Александра І. Успешно выполнив эту работу, Стурдза был назначен чиновником особых поручений, а в 1811 году — драгоманом (переводчиком), так как говорил на шести языках: греческом, латинском, русском, немецком, французском и молдавском. К этому времени относится составленный им проект о вознаграждении инвалидов, успеха не имевший.
В 1812 году он получил место секретаря и переводчика при главнокомандующем Дунайской армией П. В. Чичагове, участвовал в походе в Литву против Наполеона, предпринятом этой армией. Вернувшись в Санкт-Петербург, Стурдза пробыл здесь недолго, так как в 1814 году был прикомандирован к российскому посольству в Вену, где услуги его как прекрасного знатока языков понадобились во время заседаний Венского конгресса. В 1815 году Стурдза вместе с графом И. А. Каподистрия, в качестве секретаря последнего, уехал в Париж. Там им была написана первая работа по вопросам церкви — «Considérations sur la doctrine et l’esprit de l’Eglise orthodoxe», в 1816 году опубликованная на французском языке в Штутгарте. В ней Стурдза пытался в сжатых чертах изложить основы православия, причем об исполнении этой задачи сам был настолько высокого мнения, что экземпляры книги с прибавлением толкований на греческом языке послал даже двум святейшим патриархам — Кириллу Константинопольскому и Поликарпу Иерусалимскому. Впоследствии это произведение, которым автор преследовал до известной степени агитационные цели, было переведено на немецкий и английский языки.
В январе 1816 года Стурдза вернулся в Петербург и продолжил свою службу, но уже при министерстве народного просвещения. Женился на дочке русского генерала Чичерина, Марии Васильевне (1798—1817). В марте 1817 она умерла при родах. Стурдза дружил с её братом Чичериным. В детстве Чичерин и Стурдза виделись постоянно, так как имение родителей Стурдзы близ Могилева находилось рядом с имением бабушки Чичерина. В начале 1818 года князь А. Н. Голицын, бывший тогда министром народного просвещения Российской империи, привлёк Стурдзу к участию в трудах и совещаниях управления училищ, и был назначен членом ученого комитета, причем в его обязанности вошла цензура учебных книг, преимущественно по древним языкам. В то время в центральных учреждениях министерства народного просвещения деятельно обсуждалась реформа школьного образования, преследовавшая задачу ликвидировать те начала либерализма, которые по уставу 1804 года легли в основу среднего образования в первой половине царствования Александра I. В согласии с этими новыми веяниями, Стурдза написал особую инструкцию для ученого комитета, в которой высказывался против общеобразовательного, энциклопедического характера программ средних учебных заведений 1804 года, настаивая на преподавании наук гуманитарных и религиозных. Инструкция целью деятельности комитета поставила достижение «постоянного и спасительного согласия между верой, ведением и властью, или, другими выражениями, между христианским благочестием, просвещением умов и существованием гражданским», относя на этом основании все ветви просвещения к трем основным началам: к Богу, человеку и природе. Стурдза предложил даже особую «классификацию» учебной системы: «подразделение наук на теологические, антропологические и физико-математические». Инструкция эта оказала значительное влияние на ход занятий ученого комитета. Одновременно с нею Стурдза представил проект цензурного устава, который, по мнению Сухомлинова, был гораздо гуманнее и дает больший простор печати, чем проект Магницкого.
В 1818 году, во время Аахенского конгресса, Стурдза поехал за границу и там, по поручению императора, написал для членов конгресса записку «Mémoire sur l'état actuel de l’Allemagne». В этой записке он особенно подробно останавливался на германских университетах, считая их рассадниками революционного духа и атеизма, почему, по мнению Стурдзы, необходима коронная реформа университетских уставов, и прежде всего — уничтожение всех привилегий университетов и подчинение их руководству иерархических судилищ и строгому надзору полиции. В противном случае, с его точки зрения, всей Европе грозило распространение революционного движения, выразившегося в Германии в убийстве Коцебу и различных студенческих демонстрациях. Записка Стурдзы Аахенскому конгрессу первоначально была напечатана только для членов конгресса тиражом 50 экземпляров, но против воли конгресса и самого Стурдзы, она в конце 1818 года была опубликована в газете «Times», а оттуда была перепечатана немецкими газетами, в том числе в «Europaische Annalen». Публикация вызвала недовольство в немецких государствах. Стурдза был вынужден удалиться сначала в Дрезден, но, после того, как студент из Вестфалии граф Бухгельн вызвал его на дуэль и вызова этого Стурдза не принял, он уехал из Германии в Россию, где поселился в своём имении. За отстаивание на конгрессе политической линии России Стурдза был награждён орденом святого Владимира. В своём имении Стурдза составил политический обзор за 1819 год. В 1820 году Стурдза составил замечания о восстаниях в Испании и Неаполе, а также о внутренних делах Австрии, которые были посланы на конгресс в Троппау. Также Стурдза принимал участие в делах конгресса в Лайбахе.
В то же время Стурдза внёс некоторые предложения, касавшиеся внутренних вопросов. Среди них были переданный императору проект об учреждении в Москве центрального духовного попечительства с обязанностью заботиться об обращении в православие находящихся в России подданных не православных вероисповеданий, предложение ввести преподавание молдавского языка в начальных училищах Бессарабской области и другие. В октябре 1821 года Стурдза приехал в Петербург с целью попросить бессрочный отпуск, получив который, надолго поселился в Одессе, откуда несколько раз ездил лечиться за границу. С большим интересом Стурдза следил за событиями в Греции и, вместе со своей сестрой, графиней Роксандрой Эдлинг, помогал беженцам из Константинополя. По поводу происходивших событий им написана была записка «La Gréce en 1821 et 1822» (Лейпциг, 1822) и опубликовано открытое письмо афинскому митрополиту Неофиту в «Афинской Газете» и «Евангельской Трубе» за 1826 год. Ему приписывается также составление прошения временного греческого правительства Веронскому конгрессу. В апреле 1828 года Стурдза был послан в Бухарест для заведования походной канцелярией министра иностранных дел на время русско-турецкой войны. Вместе с президентом полномочных посланников совета Молдавии и Валахии он трудился над административным преобразованием этих княжеств. После заключения Адрианопольского мира, вследствие разногласий как с деятелями министерства иностранных дел, так и народного просвещения, Стурдза вышел в отставку в чине тайного советника и окончательно поселился в Одессе, лишь изредка предпринимая поездки за границу. По выходе в отставку он посвятил себя литературной, общественной и благотворительной деятельности. В качестве депутата он присутствовал в одесской комиссии по борьбе с чумой, был в числе учредителей общества истории и древностей Новороссии, способствовал основанию Архангельского женского монастыря в Одессе, при его содействии там же основана в 1850 году община сестер милосердия, наконец, в течение 12 лет он состоял вице-президентом общества земледелия южной России.
В своей литературной деятельности Стурдза стремился к распространению правильных сведений о православной церкви в Западной Европе, и вел постоянную полемику с защитниками других христианских вероисповеданий. Когда в 1847 году папа опубликовал на греческом языке послание Восточной церкви, Стурдза ответил на него памфлетом «Le double parallel» (Афины, 1849). Затем Стурдза перевел на русский язык «Окружное послание Восточной апостольской церкви» (Санкт-Петербург, 1849 год), представлявшее собою ответ на папскую энциклику, и издал оба эти послания со своими комментариями на французском языке («Les deux Encycliques, traduites du grec par le docteur D. Dallas et précédés d’un avertissement par A. Stourdza», Paris, 1850). Из других его многочисленных произведений по разным вопросам, главным же образом религиозно-философским и политическим, напечатаны были при его жизни: «Опыт о таинственном, служащий введением к теории таинственных чувств» (1810 г.); «Опыт об основных законах природы человека и общества» (1811—1812 гг.); «Опыт учебного предначертания для преподавания российскому юношеству греческого языка» (СПб. , 1810); «Рассуждение о частных и общих занятиях благотворительностью» и «О любви к отечеству» («Записка Имп. человеколюбивого общества», 1818 г.); «О влиянии земледельческих занятий на нравственное и умственное состояние народов» (там же, 1820 г.); «Памятник трудов православных благовестников русских»; «Вера и ведение, или рассуждение о необходимом согласии между богооткровенной религией и наукой в деле преподавания в народных школах» (Одесса, 1832 г.); «Notice biographique sur le comte J. Capodistrias» (Paris, 1832); «Аллегории и басни» (Одесса, 1834 г.); «Missions du Kamtchatka, quelques faits autentiques sur le progrès de l'église de Russie daus les îles et parages de l’Amérique russe»; «Очерк христианской жизни и смерти»; «Письма о должностях священного сана» (Одесса, 1841 г.); «Идеал и подражание в изящных искусствах» (Москва, 1844 г.); «Воспоминания о замечательных современниках: Е. Булгарис и Н. Феотокис» (Москва, 1844 г.); «Нечто о христианской философии» (Москва, 1844 г.); «Нечто об этимологии и эстетике по отношению к истории и науке древностей» (Москва, 1844 г.); «Воспоминания о Карамзине» («Москвитянин», 1846 г., № 9—10); «О настоящем состоянии церкви в Сирии и Палестине» («Одесский Вестник», 1847 г, 31 декабря); «Ручная книга православного христианина», перев. с молдавск. языка (Одесса, 1848 г.); «О духовной жизни на Востоке и о духовной филологии» (Москва, 1849 г.); «Беседа любителей русского слова и Арзамас в царствование Александра I» («Москвитянин», 1851 г., ч. VI, № 11 и 21) и другие.
Умер в Манзире 13 (25) июня 1854 года. Похоронен на Воскресенском кладбище Одессы.
После его смерти в Париже было издано его собрание сочинений из оставшихся после него рукописей под названием: «Oeuvres posthumes réligieuses, historiques, philosophiques et littéraires» (1858—1861 гг.). Кроме того, после его смерти напечатаны в разных повременных изданиях следующие его произведения: «О судьбе русской православной церкви в царств. Александра I» (напеч. проф. Н. И. Барсовым в «Русской Старине» за 1876 г.); «Воспоминания о M. Л. Магницком», сообщено Н. В. Неводчиковым («Русский Архив», 1866 г., № 6, стр. 926); «Сравнение православного учения с лютеранством и папизмом» («Херсонские Епархиальные Ведомости», 1861 г.); «Архимандрит Макарий, подвижник и благовестник слова Христова» («Странник», 1860 г., т. II, № 4, стр. 117); «Напутствие», стихотворение (там же, 1891 г., январь). После него остались в рукописи его воспоминания: «L’histoire de mon enfance et de ma première jeunesse, écrite pour ma soeur». Письма его к Иннокентию, архиепископу херсонскому, изданы Барсовым (1888 г.).
26 апреля 2016 года одесский переулок Третий Стахановский стал переулком Александра Стурдзы.

## Сатира на Стурдзу в творчестве Пушкина
- Консервативная позиция Стурдзы и его записка о Германии дважды стали предметом сатиры А. С. Пушкина. В частности, Пушкин написал несохранившуюся сатиру «на голос» песни «Вкруг я печки хожу», первый куплет которой звучал так:

Вкруг я Стурдзы хожу,
Вкруг библического,
Я на Стурдзу гляжу
Монархического.
В 1819 г., когда после убийства Коцебу Стурдза тоже получал угрозы и был вынужден спешно покинуть Германию из-за отсутствия гарантий безопасности, Пушкин адресовал ему эпиграмму, долгое время неправильно считавшуюся эпиграммой на А. А. Аракчеева:
 Холоп венчанного солдата,

 Благослови свою судьбу:

 Ты стоишь лавров Герострата

 И смерти немца Коцебу.
В некоторых списках к эпиграмме приписан пятый, оскорбительный стих: «А впрочем, мать твою ебу». П. А. Вяземский сомневался, что эта строка принадлежит Пушкину и указывал, что эпиграмма распространялась без неё.

## Семья
Вторая жена Стурдзы — Вильгельмина (Минна) Гуфеланд, в России носила имя Елизавета (1789—1859), дочь знаменитого учёного и врача Кристофа Вильгельма Гуфеланда (1762—1836).
В этом браке было трое детей. Дочь Мария Стурдза (1820—1890) вышла замуж за одесского помещика, князя Е. Г. Гагарина. В память о знаменитом предке старшему их сыну дозволено принять двойную фамилию «Гагарин-Стурдза».